# Parkville (Missouri)
Parkville is een plaats (city) in de Amerikaanse staat Missouri, en valt bestuurlijk gezien onder Platte County.

## Demografie
Bij de volkstelling in 2000 werd het aantal inwoners vastgesteld op 4059.
In 2006 is het aantal inwoners door het United States Census Bureau geschat op 5107, een stijging van 1048 (25,8%).

## Geografie
Volgens het United States Census Bureau beslaat de plaats een oppervlakte van
19,3 km², waarvan 17,9 km² land en 1,4 km² water. Parkville ligt op ongeveer 278 m boven zeeniveau.

## Plaatsen in de nabije omgeving
De onderstaande figuur toont nabijgelegen plaatsen in een straal van 8 km rond Parkville.